# Шо де Фон
Шо де Фон (фр. La Chaux-de-Fonds, итал. La Chaux-de-Fonds) је град у крајње западној Швајцарској. Шо де Фон је највећи град у оквиру Кантона Нешател, иако је његово управно седиште мањи град Нешател. После Женеве и Лозане то је највећи град франкофоног дела државе.
Шо де Фон је данас познат по вишевековној традицији израде првокласних швајцарских часовника, због чега је са суседним градићем Ле Локлом стављен на списак светске баштине УНЕСКОа.
Такође, Шо де Фон је место рођења и одрастања најпознатијег архитекте 20. века, Ле Корбизјеа. Овај познати архитекта је у овде започео своју светски познату каријеру.

## Природне одлике
Шо де Фон се налази у крајње западном делу Швајцарске, свега 5 километара удаљен од државне границе са Француском. Од најближег већег града, Берна град је удаљен 70 км западно.
Рељеф: Шо де Фон је смештен у области планина Јуре. Град се налази на високо постављеној висоравни, на преко 1000 метара надморске висине.
Клима: Клима у Шо де Фону је умерено континентална са оштријим одликама због надморске висине и планинског окружења.
Воде: Шо де Фон се налази у подручју веома порозних стена, па је област оскудна површинским водама.

## Историја
Подручје Шо де Фона је било насељено још у време праисторије и Старог Рима, али није имало велики значај, због оскудних природних услова.
У 14. веку овде се јавља насеље са данашњим именом, које се постепено развијало због стратешког положаја на путу преко планина Јуре. Како је крај био оскудан, а становништво се брзо повећавало, тако се оно постепено усмеравало на оне послове који су тражили више људског рада и знања, а мало сировина. Због тога се у 17. и 18. веку јавља веома развијен часовничарски занат. 
Крајем 18. века град је задесио пожар, после чега је он обновљен у саврменом духу, са правилннм уличном мрежом. Током 19. века Шо де Фон се почиње полако развијати и јачати економски. Ово благостање се задржало до дан-данас.

## Становништво
2008. године Шо де Фон је имао око 37.000 становника. Од тог броја око 30% су страни држављани.
Језик: Швајцарски Французи чине већину града и француски језик је доминира у граду. Међутим, градско становништво је током протеклих неколико деценија постало веома шаролико, па се на улицама града чују бројни други језици. Тако се данас ту могу чути и немачки, италијански.
Вероисповест: Месно становништво је од 15. века протестантске вере. Међутим, последњих деценија у граду се знатно повећао удео других вера. И данас су грађани већином протестанти, али ту живе и мањински римокатолици, атеисти, муслимани и православци.

## Привреда
Шо де Фон је познат по развијеној индустрији часовника и типичан је пример „монофункционалног града“. Последњих деценија туризам је постао веома важна привредна грана.

## Галерија слика
- Главни градски трг
- Протестанска црква
- Градска библиотека
- Прва вила арх. Ле Корбизјеа